# Penningvärde
Penningvärde är det objektiva värdet på pengar – pengars pris. Detta pris på pengar är de varor som kan köpas för pengarna. Skulle exempelvis en sko, en TV och en tidning kosta 400, 4000 respektive 20 kronor, skulle priset på pengar kunna uttryckas antingen i skor, TV-apparater eller tidningar. Således blir penningvärdet, priset på pengar, i detta fall för en krona antingen en fyrahundradels sko, en fyratusendels teve eller en tjugondedels tidning. 
Penningvärdet bestäms av hur mycket pengar det finns på marknaden, d.v.s. penningmängden eller utbudet av pengar, och hur stor efterfrågan det finns på pengarna. Utbudet av pengar är den mängd pengar som finns på marknaden i ett givet ögonblick. Efterfrågan på pengar kan delas upp i efterfrågan för att hålla pengar och efterfrågan för att anskaffa pengar. Den första efterfrågan syftar på de personer som har pengar och som önskar hålla mer pengar, och den andra syftar på de personer som önskar köpa pengar (sälja varor). Båda dessa efterfrågor beror på ens subjektiva värdering av hur mycket pengar var värt i en tidigare period, pengars tidigare pris. På grund av att pengar, likt alla andra varor, har en minskande marginalnytta (varje ny enhet pengar som en individ får kommer att tillfredsställa ett mindre värt önskemål, och kommer därför ses som mindre värd av individen än den förra enhet pengar denne fick), så kommer efterfrågan för att hålla eller anskaffa pengar att vara låg när det föregående värdet på pengar var högt, och efterfrågan kommer att vara hög när det föregående värdet är lågt.
Bestämmandet av penningvärdet går att illustrera med hjälp av ett diagram, där det föregående penningvärdet är på den vertikala axeln och mängden pengar på den horisontella. Efterfrågan på pengar är nedåtsluttande och utbudet går vertikalt uppåt. Ekvivalenspunkten bestäms där efterfrågan och utbudet möts.
Penningvärdet kallades förr, och kallas fortfarande av vissa, vid namnet purchasing power. Numera har dock betydelsen för det ordet ändrats, men purchasing power (köpkraft) är ändock ett smidigt sätt att säga "vad priset på en vara är".